# Gołonóg
Gołonóg ist mit um 35.000 Einwohnern (etwa 30 %) der bevölkerreichste Stadtteil von Dąbrowa Górnicza, in der Woiwodschaft Schlesien in Polen, östlich des Stadtzentrums.

## Geschichte
Der Ort wurde im Jahr 1400 als Golanoga erstmals urkundlich erwähnt. Der Ortsname, auf Deutsch wörtlich nacktes Bein, war scherzhaft: der Ort lag in einem Sumpf und die Leute mussten ihre Schuhe darin ausziehen.
Der Ort zwischen der Schwarzen und Weißen Przemsza gehörte administrativ zum Kreis Proszowice bzw. Kraków in der Woiwodschaft Krakau in der Adelsrepublik Polen-Litauen. Kirchlich gehörte das Dorf der Pfarrei von Sławków bis zum Jahr 1675, als die erste selbstständige Pfarrei auf dem heutigen Gebiet der Stadt Dąbrowa Górnicza in Gołonóg errichtet wurde. Dank der Pfarrei war Gołonóg wichtiger als die im 18. Jahrhundert entstandene Stadt Dąbrowa. Im Jahr 1787 hatte Gołonóg 515 Einwohner und Dąbrowa nur 184.
Im Zuge der Dritten polnischen Teilung kam es 1795 an Preußen als Teil von Neuschlesien. 1807 kam es ins Herzogtum Warschau und 1815 ins neu entstandene, russisch beherrschte Kongresspolen. 1848 wurde die Warschau-Wiener Eisenbahn durch das Dorf eröffnet. Danach waren einige Zechen in Gołonóg im Betrieb. Das Gebiet wurde Polnischer bzw. Dombrowaer Kohlebecken genannt.
Nach dem Ende des Ersten Weltkriegs kam es zu Polen. Im Jahr 1921 gab es 14 (Arbeiter)Kolonien mit Namen Gołonóg in der Gemeinde Olkusz-Siewierz im Powiat Będziński der Woiwodschaft Kielce mit über 6500 Einwohnern.
Beim Überfall auf Polen 1939 wurde das Gebiet von den Deutschen besetzt und dem Landkreis Bendsburg im neuen „Ostoberschlesien“ zugeordnet. Während der Volksrepublik Polen wurde 1953 wurde ein Teil von Gołonóg nach Dąbrowa Górnicza eingemeindet, der Rest folgte im Jahr 1960.